# Poemenesperus elseni
Poemenesperus elseni es una especie de escarabajo longicornio del género Poemenesperus, tribu Tragocephalini, subfamilia Lamiinae. Fue descrita científicamente por Breuning en 1971.
Se distribuye por República Democrática del Congo. Mide aproximadamente 12 milímetros de longitud. El período de vuelo ocurre en el mes de octubre.